# Keneder Yiddische Vochenblat
Le Keneder Yiddische Vochenblat, soit « L'hebdomadaire canadien juif », est un ancien journal canadien de sensibilité communiste en langue yiddish. Édité à Toronto de 1940 à 1979, le « Vochenblat » fut l'un des plus importants organes de presse communiste en yiddish au monde durant la période de la Guerre froide,. Le journal se faisait régulièrement l'écho et le soutien de Birobidjan, l'expérience d'Oblast autonome juif socialiste en Union soviétique.
Le Vochenblat est lancé en octobre 1940 par le Parti communiste du Canada, alors interdit pour s'être opposé à l'entrée en guerre du Canada. Le Vochenblat remplace alors Der veg, une précédente publication communiste en yiddish dont la diffusion avait été interdite.

## Sources
- (en) Cet article est partiellement ou en totalité issu de l’article de Wikipédia en anglais intitulé « Keneder yiddische vochenblat » (voir la liste des auteurs).